# Tadao Takahashi
Eduardo Tadao Takahashi (Marília, 1951 –  Campinas, 6 de abril de 2022) foi um cientista da computação e pesquisador brasileiro creditado com contribuições para o planejamento, implantação e adoção da Internet no Brasil e em outros países da América Latina. Foi diretor-fundador da Rede Nacional de Pesquisas (RNP) do Brasil, rede acadêmica que coordenou ações para a formação do backbone nacional da internet no país. Foi indicado ao Hall da Fama da Internet em 2017.

## Biografia
Takahashi nasceu em Marília, no estado de São Paulo. Foi o fundador e o primeiro diretor da National Research Network (RNP), rede acadêmica brasileira que nos primórdios da internet se coordenou com outras redes acadêmicas nacionais para formar o que se tornaria a espinha dorsal da internet global e a base da internet brasileira. Na RNP,  desenvolveu uma abordagem inclusiva e de baixo para cima para o gerenciamento de rede que foi um dos primeiros modelos de governança global da Internet antes do modelo desenvolvido pela Internet Corporation for Assigned Names and Numbers (ICANN). Esteve associado com a organização de 1989 a 1996.
Takahashi também foi o fundador e presidente do Programa Nacional para a Sociedade da Informação (SOCINFO), uma iniciativa brasileira para expandir a penetração da internet em setores-chave, incluindo saúde, educação e serviços governamentais. Também promoveu iniciativas importantes de políticas de tecnologia da informação e comunicação de órgãos multilaterais, incluindo as Nações Unidas, o Fórum Econômico Mundial e a Comissão Europeia, para promover a aceitação da Internet no Brasil como contribuinte para seu desenvolvimento social e econômico. Em suas contribuições para permitir o acesso à internet em algumas das regiões mais remotas da América Latina, ele chegou a negociar com traficantes de drogas para obter autorização para instalar equipamentos para permitir o acesso à internet em suas áreas. Foi membro do Comitê Gestor da Internet no Brasil entre 1995 e 1996 e, posteriormente, de 1999 a 2002. Ele também foi membro do comitê consultivo de membros da ICANN em 1999.
Takahashi foi nomeado ao Hall da Fama da Internet como um conector global em 2017. Ele é formado em Ciências da computação pela Universidade Estadual de Campinas (Unicamp) e em Comunicação Social pela Pontifícia Universidade Católica de Campinas (PUC-Campinas)  e pelo Tokyo Institute of Technology no Japão, respectivamente. Tornou-se professor do Instituto de Matemática, Estatística e Computação Científica da Unicamp no ano de 1972.
Takahashi morreu em 6 de abril de 2022, de um ataque cardíaco em Campinas, no estado de São Paulo, Brasil.